# Pontus de Tyard
Pontus de Tyard (Bissy-sur-Fley, 1521 – Bragny-sur-Saône, 1605) è stato un poeta, filosofo e vescovo francese, appartenente al gruppo della Pléiade.

## Biografia
Di famiglia nobile, fu un intellettuale assai versatile: fu infatti anche scienziato, filosofo, musicista e matematico. Stabilitosi a Mâcon nel 1538 iniziò una produzione poetica fortemente influenzata dallo stile di Maurice Scève, di cui fu anche amico. Nelle sue sestine d'amore in volgare francese, fra le prime nella storia della letteratura locale, esprime un sentimento profondamente spirituale ed intriso di platonismo, per il quale il corteggiamento dell'amata giunge a ricordare una liturgia. Nel 1553 entrò a far parte della Brigade, divenuta poi Pléiade, gruppo nel quale rappresentò l'anello di congiunzione con la scuola lionese. Si dedicò poi alla filosofia e pubblicò dei Discorsi in forma di dialogo platonico che riscossero grande successo. Nel 1578 divenne vescovo di Chalon-sur-Saône e si distinse come sostenitore di Enrico III, fatto che lo portò a subire persecuzioni: venne scacciato da Chalon ed il suo castello a Bissy-sur-Fley venne saccheggiato. Nonostante ciò sopravvisse ancora diversi anni, dedicati alla sistematizzazione della sua opera omnia, e fu l'ultimo dei membri della Plèiade a morire.

## Opere
- Les Erreurs Amoureuses (1549-1553)
- Continuation des Erreurs amoureuses (1551)
- Solitaire premier, ou Discours des Muses et de la Fureur poétique (1552)
- Solitaire second, ou Discours de la Musique (1552)
- Second Curieux (1557)
- Ponti Thyardi Bissiani ad Petrum Ronsardum de coelestibus Asterismis Poematium (1573)
- Nouvelles Øuvres poétiques (1573)
- Øuvres poétiques (1573), edizione completa
- Douze Fables des Fleuves et Fontaines (1585)